# Arquidiocese de Tunes
A Arquidiocese de Tunes (Archidioecesis Tunetana) é uma circunscrição eclesiástica da Igreja Católica em Tunes, na Tunísia, imediatamente sujeita à Santa Sé. Atualmente, é governada pelo Arcebispo Nicolas Pierre Jean Lhernould. Sua sé é a Catedral de São Vicente de Paulo de Tunes.
Possui 10 paróquias servidas por 29 padres, abrangendo uma população de 11 400 000 habitantes, com 0,3% da dessa população jurisdicionada batizada (30 000 católicos).

## História
Na época romana, a cidade de Tunes era uma sé episcopal da província romana da África Proconsular. São conhecidos apenas dois bispos deste período: Luciano, que fez parte como católico no Concílio de Cartago de 411, que viu reunir os bispos católicos e donatistas da África romana; e Sestiliano, que representou Primoso de Cartago no Concílio de Constantinopla de 553.
Em 10 de abril de 1460 o frei dominicano Antonio Neirotti, depois de ser capturado por piratas, foi apedrejado em Tunes. Seria beatificado pelo Papa Clemente XIII em 22 de fevereiro de 1767.
Em 1605 Vicente de Paulo foi capturado por piratas e levado a Tunes. Ele foi libertado dois anos depois, após a conversão de seu mestre.
Em 20 de abril de 1624 com o breve Dilecto filio o Papa Urbano VIII institui a missão dos capuchinhos em Tunes; o superior da missão tinha o título de procurador dos escravos cristãos. O primeiro superior da missão foi o padre Angelo da Coniglione, ele próprio escravo. Os superiores capuchinhos tiveram depois, após 1671, o título de prefeito e pró-vigário apostólico. Ao final de 1636 os missionários capuchinhos vieram da província capuchinha da Sicília; depois, e até 1842, eles foram substituídos pelos da província da Ligúria.
Em 12 de dezembro de 1772 com o breve Pro commissa do Papa Clemente XIV a missão de Tunes foi incorporada aos vigários apostólicos de Argel.
Em 21 de março de 1843 com o breve Ex debito do Papa Gregório XVI foi erigido o Vicariato Apostólico de Tunes.
Em 10 de novembro de 1884 por efeito da bula Materna Ecclesiæ caritas do Papa Leão XIII o vicariato apostólico teve seu território absorvido pela Arquidiocese de Cartago. De 1884 a 1890 foi construida em Cartago a catedral de São Luís. Na catedral foi sepultado o cardeal Lavigerie, fundador da Sociedade dos Missionários da África.
No entanto, a natureza das terras de Cartago sugeriu a construção da nova catedral de São Vicente de Paulo, em Tunes, que foi concluída entre 1893 e 1897.
Em 9 de julho de 1964 por força da bula Prudens Ecclesiæ do Papa Paulo VI a arquidiocese de Cartago foi suprimida e assim foi restabilecida a sé titular e seu território passou para a erigida Prelazia Territorial de Tunes, imediatamente sujeita à Santa Sé. No mesmo ano, após a independência da Tunísia, a catedral de São Luís e outras paróquias foram cedidas ao estado da Tunísia, que as fechou para o culto. O corpo do cardeal Lavigerie foi transladado para Roma, na cripta da igreja geral da sua ordem.
Em 31 de maio de 1995 por força da bula Antiquorum istius voltou a ser uma diocese com o nome de Diocese de Tunes.
A diocese recebeu a visita apostólica do Papa João Paulo II em 14 de abril de 1996.
Em 22 de maio de 2010 foi elevada à dignidade de Arquidiocese com a bula Cum in Tunetana do Papa Bento XVI.

## Prelados

### Era romana
- Luciano † (mencionado em 411)
- Sestiliano † (mencionado em 553)

### Prefeitos e pró-vigários apostólicos
- Angelo da Coniglione ou Corleone, O.F.M.Cap. † (1624 - 1630)
- Luigi di Palermo, O.F.M.Cap. † (1630 - 1636)
- Alessandro da Genova, O.F.M.Cap. † (1636 - ?)
- Jean le Vacher, C.M. † (1650 - 1671)
- Carlo d'Ancona, O.F.M.Cap. † (1672 - ?)
- Vincenzo da Frascati, O.F.M.Cap. † (1683 - ?)
- Luigi da Taggia, O.F.M.Cap. † (1836 - 1842)

### Vigários apostólicos, bispos e arcebispos
- Fedele Sutter da Ferrara, O.F.M.Cap. † (1844 - 1881)
  - Sede vacante (1881-1884)
- Spiridion-Salvatore-Costantino Buhadgiar, O.F.M. Cap. † (1884)
  - Charles-Martial-Allemand Lavigerie, M.Afr. † (1884) (administrador apostólico)
- Supressão para a Sé de Cartago (1884 - 1964)
- Michel Callens, M.Afr. † (1965 - 1990)
- Fouad Twal (1992 - 2005)
- Maroun Elias Nimeh Lahham (2005 - 2012)
- Ilario Antoniazzi (2013-2024)
- Nicolas Pierre Jean Lhernould (desde 2024)